# Les Noces de Gamache
Pour les articles homonymes, voir Gamache.
Les Noces de Gamache est un ballet-pantomime en 2 actes de Louis Milon, musique de François-Charlemagne Lefebvre, librement adapté du Don Quichotte de Cervantes. Il fut représenté pour la première fois à l'Opéra de Paris le 18 janvier 1801 par Sophie Chevigny (Kitri), Auguste Vestris (Basilio), Jean-Pierre Aumer (Don Quichotte), Charles Beaupré (Sancho Panza) et Jacques Lebel (Gamache).
Après avoir disparu du répertoire dans les années 1820, il fut repris en 1841 à l'Opéra de Paris par Lucien Petipa. Mlle Maria (Kitri), Georges Elie (Don Quichotte), Jean-Baptiste Barrez (Sancho Panza)
Ce ballet a été repris par d'autres chorégraphes, notamment en Russie par Alexis Blache (22 janvier 1834, Théâtre Bolchoï Kamenny, Saint-Pétersbourg) et par Félicité Hullin-Sor (24 janvier 1835, Théâtre Bolchoï, Moscou).